# 스바루 망원경
스바루 망원경(大型光学赤外線望遠鏡, 약칭 すばる 望遠鏡)은 미국 하와이섬의 마우나케아 천문대에 있는 일본국립천문대의 주요 망원경이다. 8.2미터 단일 반사경을 갖고 있으며, 광학-적외선 영역을 관측한다. 마우나케아 산마루 해발 4,200미터에 건설되었으며, 일본 문부과학성이 100% 기금을 출연하였다.

## 개관

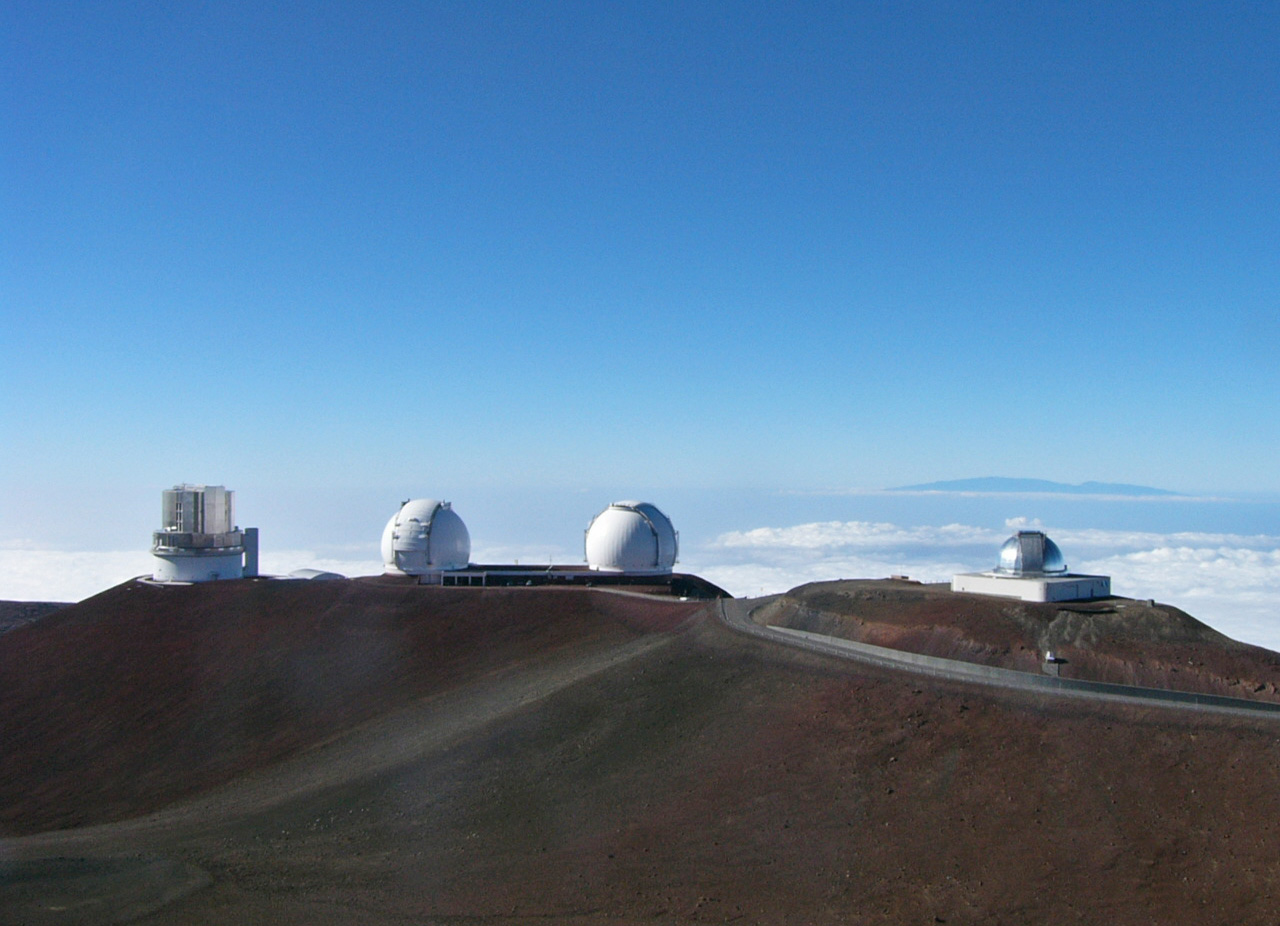
스바루 망원경 (맨 왼쪽)

현재 일본 자연과학연구기구(NINS:National Institute of Natural Sciences) 산하의 일본국립천문대(NAOJ:National Astronomical Observatory of Japan)의 하와이 관측소가 운용하고 있다. 스바루(일본어: すばる)라는 망원경의 이름은 공모를 통해 정했는데, 그 뜻은 한국의 좀생이별, 즉 플레이아데스 산개성단을 일컫는다. 이 망원경은 유효 구경 8.2미터, 두께 20cm, 무게 24톤인 ULE 유리로 제작한 단일 반사경을 갖고 있으며, 능동광학계를 도입함으로써 중력과 바람 등에 의한 주반사경의 휘어짐을 보상해주어 주반사경 표면이 0.014μm 이내의 오차로 유지되도록 하고 있다.
망원경은 주초점, 카세그레인 초점, 나스미스 초점 2개 등 총 4개의 초점을 갖고 있다. 망원경을 수납하고 있는 인클로저는 공기의 흐름이 안정되도록 설계되었고, 망원경의 반사경과 망원경이 설치된 돔은 온도 조절 장치가 되어 있어 주변 기류에 와동(터뷸런스)가 생기지 않도록 하고 있다. 1991년부터 총 9년에 걸쳐 건설되었으며, 총비용은 약 380억엔, 미화로는 3.6억달러, 원화로 환산하면 약 3800억원 정도가 들었다. 스바루망원경은 단일 반사경을 갖고 있는 망원경 중에서는 현재 세계 최대이다. 이 망원의 주반사경은 컴퓨터로 제어되는 261개의 작동기가 있어서 거울 표면을 매끈하게 유지해 준다. 이를 능동광학계라고 하며, 스바루망원경의 능동광학계는 미쯔비시 전기(Mitsubishi Electric Co. Ltd.; MELCO)가 개발하여 제작하였다.
스바루망원경에는 모두 8개의 관측기기가 있으며, 300~800 나노미터의 파장을 갖는 빛을 관측할 수 있다. 미국 하와이주 빅아일랜드에 있는 마우나 케아 산 위에 설치되어 있으며, 이곳의 자연시상은 R-파장대에서 평균 0.6"이다.

## 제원

### 주반사경
- 물리적 구경: 8.3 미터
- 중앙 구멍의 직경: 1.2 미터
- 유효 구경: 8.2 미터 (유효 구경: 빛을 모으는 면적을 원의 직경으로 환산한 값.)
- 두께: 20 센티미터
- 무게: 25.1 톤 (=22.8 메트릭톤)
- 재료: ULE(Ultra-Low thermal expansion glass, 열팽창이 지극히 작은 유리)
- 평균 표면 오차: 12 나노미터
- 초점거리: 15 미터
- Strehl ratio: K band에서 0.4[3]. J band에서 0.0296, H band에서 0.103[4]의 값을 갖는다.(Strehl ratio는 표면 오차 및 대기 효과에 의해 영상의 품질이 저하되는 것을 나타내는 값. 이상적인 경우 1.0의 값을 갖는다. 허블우주망원경의 경우 가시광에서 약 0.8의 값을 갖는다.)

### 망원경의 구조
- 마운트(일어:가대): 고도-방위각 방식(Alt-Az 방식)
- 기본 광학계: 리치-크레티앙 방식(Ritchey-Chretian system)
- 높이: 22.2 미터
- 최대 폭: 27.2 미터
- 무게: 612 톤 (=555 메트릭톤)
- 초점: 4개
- 주초점: F2.0 (보정 렌즈 장착)
- 카세그레인 초점: F12.2
- 나스무스 초점 (광학 및 적외선): F12.6
- 최대 방향 이동 속도: 0.5도/초
- 가이드 기능 없을 때의 추적 오차: 0.1"
- 지향 정밀도: 1.0"
- 지금까지 얻어진 최고의 각 분해능: 0.2" (2.15 마이크로미터 파장에서 적응광학계 없이)

### 관측기기
- IRCS(AO188)적외선 카메라 및 분광기 (분해능 R=20,000)
- HiCIAO(AO188)차등촬영기법을 갖춘 코로나그래프 카메라
- AO188 레이저 가이드 인공별을 사용한 188-요소 적응광학 시스템. 기존의 36-요소 시스템을 업그레이드.
- Suprime-Cam 광학 광시야 카메라(화각 34'x27'), 일본국립천문대와 국립 도쿄대학이 공동 개발.
- HDS 광학 고분산 분광기(분해능 R=100,000)
- FOCAS 광학 카메라 및 분광기
- COMICS 적외선 카메라 및 분광기
- MOIRCS 근적외선 광시야 카메라(화각 7'x4') 및 다천체 분광기(50개의 천체를 동시에 관측), 일본 도호쿠대학과 일본국립천문대 공동 개발.

### 망원경 수납고(enclosure)
- 해발고도: 4,139 미터
- 위도: 북위 19도 49분 43초
- 경도: 서경 155도 28분 50초
- 모양: 원통형
- 높이: 43 미터
- 밑둥의 직경: 40 미터
- 외벽: 알루미늄 판

## 역사
- 1991년 3월: 일본 국가 대형망원경 계획 승인. 건설 시작.
- 1992년 6월 6일: 마우나케아 현장에서 기공식.
- 1992년 7월 6일: 인클로져 건설 시작.
- 1993년 4월: 기계부 가공 시작.
- 1994년 7월: 인클로져 상부구조물 건설 시작. 뉴욕주에서 주반사경 주조 완료. 펜실바니아주로 운송.
- 1994년 8월: 주반사경 연마 시작.
- 1995년 4월: 망원경 구조물의 생산 완료. 일본의 히다치(日立) 조선소의 작업동에서 시험 조립.
- 1996년 10월: 인클로져 안에서 망원경을 조립하기 시작.
- 1997년 3월: 인클로져 완성.
- 1997년 4월1일: 힐로(Hilo)의 연구기지 개소.[5]
- 1997년 12월: (반사경을 제외한) 망원경 구조물이 배달됨.
- 1998년 3월: 인클로져 안에서 망원경 조립 완료.
- 1998년 8월: 주반사경 연마 완료.
- 1998년 11월: 주반사경 마우나케아 산마루에 도착.
- 1998년 11월 8일: 주반사경을 알루미늄으로 코팅.
- 1998년 12월 24일: 공사중 첫빛 관측.
- 1999년 1월 28일: 첫빛 관측 (과학 관측 시작)
- 2000년 12월 4일: 공개 관측 시작.

## 역대 일본국립천문대 하와이 관측소 소장
- 초대 소장: 가이후 노리오 海部宣男 (1992년~?) 1943년 니이가타 출생. 천문학자, 이학박사, 일본국립천문대장. 도쿄대학 및 대학원 졸업. 도쿄대학천문대(현 일본국립천문대) 노베야마 우주전파관측소의 45미터 전파망원경 등의 건설에 종사함. 하와이 스바루망원경을 건설하고, 초대 하와이 관측소 소장을 역임. 2000년 일본국립천문대 제3대 대장으로 취임. 남아메리카 칠레에 건설중인 새로운 국제전파망원경 ALMA에도 일본 대표로 참여. 전 일본국 총리인 카이후 도시키(海部俊樹)는 그의 사촌형.
- 안도 히로야스 安藤博康 (?~2002년3월) 일본 효고현 출생.
- 가로지 히로시 唐牛宏 (2002년4월~2006년) 일본에서 석사 학위를 마치고, 프랑스에서 박사 학위를 취득. 이후 18년간 프랑스에서 연구원으로 일함. 1989년 스바루 망원경 건설에 참여.
- 하야시 마사히코 林正彦 (2006년4월~현재)[6] 기후현 출신. 도쿄대학교 천문학과 이학박사. 항성 및 행성계의 형성.

## 같이 보기
- 적응광학
- 코로나그래프
- 플레이아데스 성단